# Noctuelia puella
Noctuelia puella là một loài bướm đêm trong họ Crambidae.